# Gare de Renescure
La gare de Renescure est une gare ferroviaire française de la ligne de Lille aux Fontinettes, située sur le territoire de la commune de Renescure dans le département du Nord, en région Hauts-de-France. 
C'est une halte voyageurs de la Société nationale des chemins de fer français (SNCF), desservie par des trains TER Hauts-de-France.

## Situation ferroviaire
Établie à 31 mètres d'altitude, la gare de Renescure est située au point kilométrique (PK) 58,389 de la ligne de Lille aux Fontinettes, entre les gares d'Ebblinghem et de Saint-Omer.

## Histoire
Dès 1873, la commune de Renescure fait le vœu auprès de l'arrondissement d'Hazebrouck afin d'obtenir une gare dans sa commune sur la ligne de Lille à Calais et Dunkerque (devenue la ligne de Lille aux Fontinettes pour la section concernée). Une décision ministérielle a notifié que comme le projet de gare est à proximité d'autres gares et qu'il n'y a pas beaucoup de trafic, celui-ci risque de ne pas être validé.
Lors de la séance du conseil général du Nord du 22 août 1882, monsieur Outters émet le vœu que la Compagnie des chemins de fer du Nord fasse une halte dans la commune de Renescure. Le vœu est accepté par le cinquième bureau lors de la séance du 24 août. Il s'appuie sur le fait qu'il n'y a pas d'arrêt entre Saint-Omer et Ebblinghem, communes distantes de douze kilomètres et qu'il n'y aurait qu'une faible dépense pour le fonctionnement de la halte.
En 1884, la Compagnie des chemins de fer du Nord refuse l'ouverture d'une halte du fait de la présence de la station d'Ebblinghem à 2 500 mètres. L'avis de la Compagnie évolue, lors de sa séance du 22 août 1889 le Conseil général adopte le vœu, présenté par messieurs Degroote et Deschodt, demandant à la Compagnie d'ouvrir rapidement la halte, qu'elle à l'intention d'établir, à l'exploitation.

## Service des voyageurs

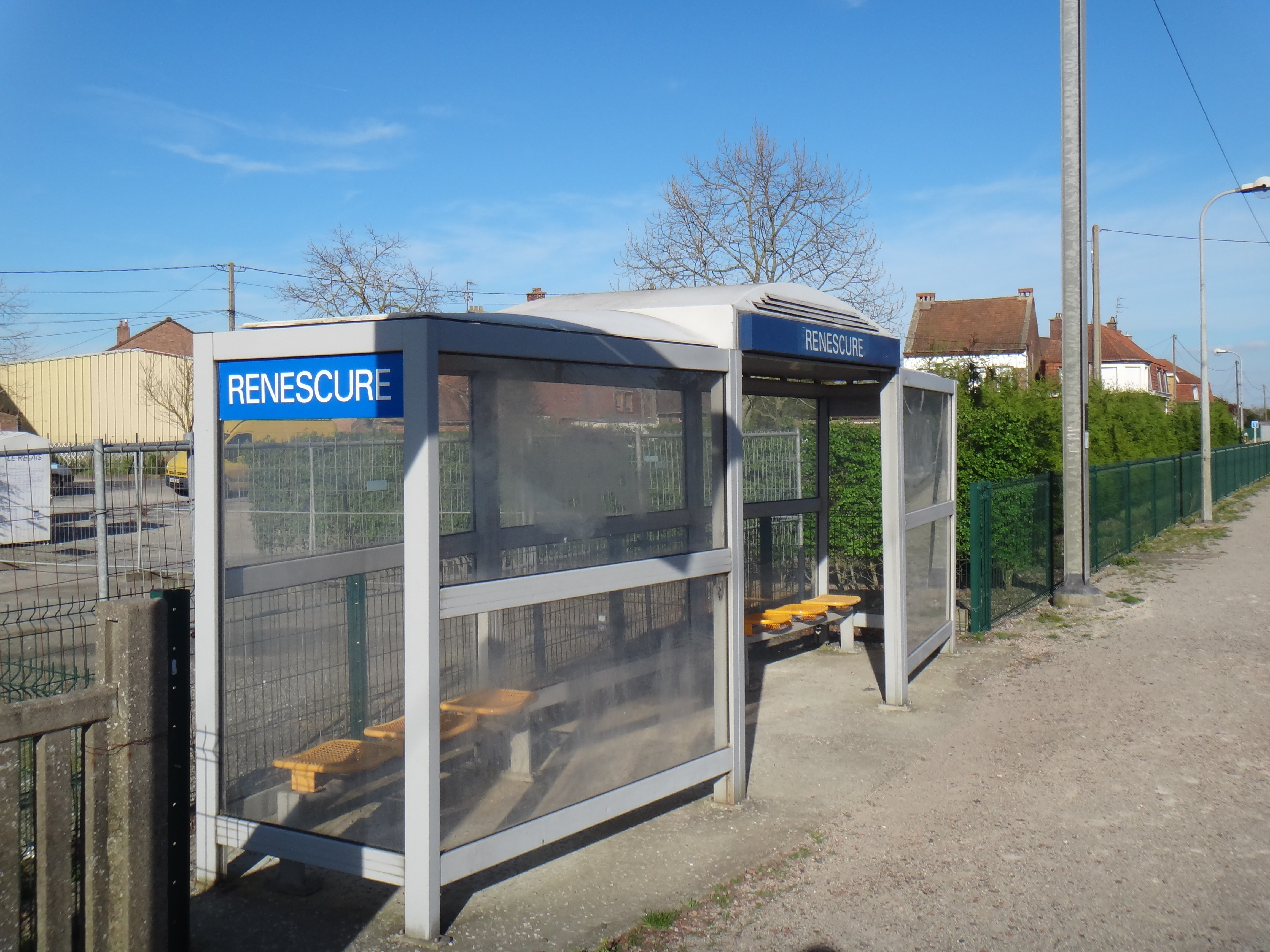
Abri de quai.

### Accueil
Halte SNCF, c'est un point d'arrêt non géré (PANG) à entrée libre.

### Dessertes
Renescure est desservie par des trains TER Hauts-de-France qui effectuent des missions entre les gares de Lille-Flandres, ou d'Hazebrouck, et de Calais-Ville.

### Intermodalité
Un parking pour les véhicules y est aménagé.